# Подсосніна
Подсосніна (пол. Podsośnina) — село в Польщі, у гміні Лукова Білґорайського повіту Люблінського воєводства.
У 1975-1998 роках село належало до Замойського воєводства.